# Didolodus
Didolodus és un gènere de mamífer condilartre extint de la família dels didolodòntids que visqué a Sud-amèrica durant l'Eocè. Físicament s'assemblava bastant a Phenacodus.